# Белая власть
«Белая власть» (англ. Whiteforce) — эксплуатационный фильм-боевик 1988 года, снятый режиссёром Эдди Ромеро с Сэмом Джонсом в главной роли. Совместное производство Австралии и Филиппин. В центре сюжета агент спецслужб, который был обвинён в убийстве своего напарника и теперь вынужден бороться против наркомафии и своих коррумпированных коллег из правоохранительных органов.
Фильм был дублирован на русский язык: мужских персонажей озвучил Владимир Вихров, женских — Ольга Голованова.

## Сюжет
В джунглях северного Таиланда жестокий глава наркокартеля Корда убивает сотрудника спецслужб Ирвинга. В убийстве обвиняют его напарника, агента Джонни Куинна. Поскольку теперь за Джонни начинают охоту полиция и бывшие коллеги, ему нужно самостоятельно доказать свою невиновность и разобраться с наркомафией. В этом ему поможет дочь погибшего напарника Никки Ирвинг, которая желает отомстить за смерть отца.

## В ролях
- Сэм Дж. Джонс — агент Джонни Куинн
- Кимберли Пистоун — Никки Ирвинг, дочь Тома
- Тимоти Хьюз — Корда, главный антагонист, главарь наркомафии с манией величия
- Кен Меткалф — Том Ирвинг, напарник Джонни
- Вик Диаз[англ.] — Мартинез
- Рауль Арагон[англ.] — Бриггс
- Рубен Рустья[англ.] — Кендалл
- Майк Монти — Стайнс
- Хайме Фабрегас[англ.]  — Волшебник

## Прокат
Фильм, снятый по заказу Eastern Film Management Corporation, был выпущен сразу на VHS в 1988 году, минуя широкие экраны кинотеатров.